# Верхняя Урдюга
Верхняя Урдюга — река в России, протекает в Мезенском районе Архангельской области. Устье реки находится в 275 км по левому берегу реки Пёза. Длина реки составляет 74 км. Крупнейший приток — Грубышка.

## Данные водного реестра
По данным государственного водного реестра России относится к Двинско-Печорскому бассейновому округу, водохозяйственный участок реки — Мезень от водомерного поста деревни Малонисогорская и до устья. Речной бассейн реки — Мезень.
Код водного объекта в государственном водном реестре — 03030000212103000049408.